# Teoria geral do direito
A Teoria Geral do Direito, conhecida em outros países como théorie générale du droit, teoria generale del diritto, teoría general del derecho, general theory of law, allgemeine Rechtslehre (ou allgemeine Rechstheorie), é uma disciplina que dedica-se à “análise dos conceitos jurídicos fundamentais que são comuns aos diferentes sistemas jurídicos ou ramos do direito”. Isto é, ela busca estudar o ordenamento jurídico em sua totalidade, a partir da observação dos vários sistemas jurídicos, definindo, assim, os grandes eixos de construção e aplicação do direito.

## Desenvolvimento
As análises da Teoria Geral do Direito resultaram de uma cisão teórica no âmbito da Filosofia do Direito, realizada por autores que buscavam se distanciar da problemática jusfilosófica do século XIX, que era considerada metafísica (jusnaturalismo).

### Na Europa continental
A Teoria Geral do Direito teve um forte desenvolvimento na Alemanha a partir da segunda metade do século XIX. Autores como Ernst Rudolf Bierling e Felix Somló tinham como objetivo estudar conceitos comuns entre todos os ramos do direito, visando indicar a unidade do sistema jurídico. A teoria era geral porque apresentava-se como parte geral do estudo do fenômeno jurídico como um todo.
Assim, a Teoria Geral do Direito definiu como objeto de estudo o direito positivo, deixando de lado questões clássicas da filosofia do direito, como relação do direito com a justiça, a moral, os valores, a verdade e etc. Deste modo, a Teoria Geral do Direito apresenta-se como teoria das normas jurídicas e a filosofia do direito, como teoria dos valores do direito.

### Nos países de língua inglesa
O termo mais usado na língua inglesa para designar a Teoria Geral do Direito é jurisprudence, ainda que alguns autores utilizem a expressão legal theory ou, raramente, general theory of law.
O filósofo Jeremy Bentham, que figura-se como ponto de referência para a reflexão jusfilosófica, publicou em 1789 uma obra (An introduction to the principles of morals and legislation) na qual propõe uma distinção conceitual entre a local jurisprudence e a universal jurisprudence. A primeira estudaria o conteúdo da legislação de determinados países e a segunda, os elementos comuns a todas as legislações do mundo, o que faria dela bastante restrita, limitando-se aos poucos conceitos jurídicos que são utilizados em todas as nações.
Um ponto de vista semelhante encontra-se na obra de John Austin, considerado fundador da Teoria Geral do Direito na Inglaterra. O autor distingue entre particular jurisprudence e general jurisprudence, sendo essa última a ciência que estuda os princípios e conceitos comuns aos ordenamentos jurídicos das nações civilizadas, pois são mais aperfeiçoados e apresentam fortes semelhanças. Há ainda uma tendência de se abandonar o termo general, referindo-se à Teoria Geral do Direito apenas como jurisprudence, que se verifica principalmente nos recentes manuais da disciplina em inglês. A jurisprudence é definida como a disciplina que “estuda questões teóricas, que dizem respeito à natureza das leis e dos sistemas jurídicos, à relação do direito com a justiça e a moralidade e à natureza social do direito”, do que se pode concluir que, nos países anglo-saxões, ela mantém estreita relação com a sociologia e filosofia do direito.

### O termo “geral”
No século XX observa-se uma tendência, em vários países europeus, de suprimir o adjetivo “geral”, utilizando-se apenas “Teoria do Direito”. Só faria sentido o uso do termo “geral” se houvesse uma teoria especial do direito. A ideia de uma teoria geral surgiu para se contrapor às teorias específicas de cada ramo do direito, mas a partir do momento em que a Teoria do Direito ampliou seu campo de pesquisa, “envolvendo questões fundamentais de definição e de estrutura do direito, deixou de ser simplesmente a parte geral e propedêutica da dogmática jurídica e constituiu-se em uma teoria explicativa do fenômeno jurídico”.
Ainda assim, há autores que insistem numa divisão entre a Teoria do Direito e a Teoria Geral do Direito. Adrian Sgarbi, por exemplo, indica que se trata de uma relação de gênero e espécie. A Teoria Geral do Direito compreenderia a Teoria do Direito e também outras disciplinas como a lógica jurídica, a filosofia do direito, a sociologia do direito etc.

## Objeto
Podem ser identificados cinco grandes temas de interesse da Teoria do Direito:
- 1. Análise dos conceitos gerais do direito (definição do direito, teoria da norma, fontes, direito subjetivo, relação jurídica);
- 2. Metodologia da legislação (legística);
- 3. Metodologia da aplicação do direito (interpretação);
- 4. Epistemologia do direito;
- 5. Análise das ideologias jurídicas.[4]

## Características
A metodologia utilizada pela Teoria do Direito pode ser explicada a partir de seis características:

### Disciplina Intermediária
A Teoria do Direito é exterior em relação à dogmática jurídica, pois seu objetivo não é interpretar determinado direito positivo. Porém, ao mesmo tempo, ela não é completamente exterior, como seriam a sociologia ou psicologia jurídica, por exemplo, que desvinculam-se do direito positivo. Essa determinação topológica, no entanto, não é plenamente consensual e existe bastante controvérsia, principalmente no que diz respeito à distinção entre Filosofia do Direito e Teoria do Direito.

### Disciplina comparativa e generalizante
É a partir da comparação entre os ramos do direito e entre os ordenamentos que a Teoria do Direito constrói seu conhecimento. E a comparação é o que permite a sistematização e generalização.

### Caráter multidisciplinar
Devido à sua posição intermediária, a Teoria do Direito tem muitas vezes de recorrer a saberes externos como Teoria do Estado, sociologia, ciência política e etc.

### Pluralidade teórica
Não existe apenas uma abordagem teórica, mas sim uma pluralidade de métodos de estudo e concepções da disciplina.

### Estudos de formas e substâncias
Apesar de se situar numa posição intermediária e não se interessar pelo exato conteúdo de cada norma vigente, a Teoria do Direito não deve ser entendida como dedicada exclusivamente à forma, afinal é impossível separar forma de conteúdo. Mesmo ao analisar elementos estruturais, o estudioso não pode ignorar questões substanciais.

### A questão da crítica
O interesse dos teóricos do direito é crítico ou zetético. Ainda assim, ele deve se preocupar em não confundir os níveis de análise, equiparando a análise da estrutura e conteúdo dos sistemas jurídicos com a avaliação crítica.
É importante ressaltar que no âmbito dessa questão da Teoria Geral do Direito, devemos observar a necessidade de uma análise e interpretação adequada a cada sistema.

### Comparação com outras disciplinas
A Teoria Geral do Direito compartilha objetos comuns com a ciência do direito, filosofia do direito e a doutrina jurídica, mas difere delas por seu método interdisciplinar.
A dogmática ou doutrina jurídica resulta da exegese da produção jurídica. É um conhecimento sistematizado, porém, diferente da filosofia jurídica, não se pressupõe uma atividade reflexiva.
A Filosofia do Direito é o campo de investigação filosófica que tem por objeto o Direito. Ela pode ser definida como o conjunto de respostas à pergunta “o que é o direito?”, ou ainda como o entendimento da natureza e do contexto do empreendimento jurídico.
Já a Ciência do Direito é o estudo de fenômenos jurídicos pelo método científico, sendo assim, mais restrito que a filosofia do direito por focar somente em fatos observáveis, verificáveis, replicáveis, e falseáveis. Há duas abordagens científicas do direito: o estudo do fenômeno social do direito pela sociologia do direito e antropologia do direito e o estudo das normas postas do positivismo jurídico.